# Каширское (Калининградская область)
Каширское — посёлок в Гурьевском городском округе Калининградской области. До 2014 года входило в состав Храбровского сельского поселения.

## География
Посёлок Каширское расположен у места впадения реки под названием Малая Морянка в Куршский залив, в 22 км по прямой к северо-востоку от северо-восточных окраин застройки областного центра, города Калининграда.

## Население
| 2002 | 2010 |
| ---- | ---- |
| 166  | ↗172 |

## История
Населённый пункт относится к исторической области древней Пруссии именем Самбия.
Первое упоминание поселения относится к 1424 году.
27 января 1945 года советские войска заняли Шааксвитте.
По итогам Второй Мировой войны передан в состав СССР. Ныне в составе России как правопреемницы СССР.